# Cantonul Mâcon-Centre
Cantonul Mâcon-Centre este un canton din arondismentul Mâcon, departamentul Saône-et-Loire, regiunea Burgundia, Franța.

## Comune
| Comune            | Populație (1999) | Cod poștal | Cod INSEE |
| ----------------- | ---------------- | ---------- | --------- |
| Charnay-lès-Mâcon | 6 739            | 71850      | 71105     |
| Mâcon             | 34 469 (1)       | 71000      | 71270     |